# Sor Ancilla Beretta
Ángela Beretta (n. Cogliate, Italia; 20 de noviembre de 1921 - f. Santa Cruz de la Sierra, Bolivia; 28 de diciembre de 2015, conocida por su nombre religioso Sor Ancilla Beretta) fue una de las ocho primeras misioneras de la congregación Hermanas Franciscanas Angelinas que llegó a San José de Chiquitos, un pequeño pueblo del departamento de Santa Cruz en Bolivia.

## Historia
Sor Ancilla manifestó desde pequeña su acercamiento a la educación, ya que su pasatiempo favorito durante la niñez era jugar a ser maestra. Su vocación religiosa fue influenciada por su familia, que eran devotos católicos muy apegados a la iglesia. En el año 1941, con 18 años de edad, se postula y se incorpora a la congregación de las Hermanas Franciscanas Angelinas en Turín, 6 meses después ingresó al noviciado. Un 8 de mayo de 1943 emite sus votos religiosos, luego de un tiempo fue enviada a Roma donde comienza su servicio como maestra de 90 estudiantes. En el año 1946 se consolida como educadora.   A los 27 años de edad se marcha de Italia y llega a Bolivia, lugar en el que es designada a la localidad de San José de Chiquitos un 2 de febrero de 1949. Entre los años 60 comienza a trabajar en la capital cruceña y en el año 1964 funda el colegio Madre Vicenta Uboldi, paralelamente para incentivar el arte en los niños, años después promueve la creación del conservatorio de música en el mismo colegio. Fundó otras escuelas, entre ellas San Martín de Porres y Clara Ricci.  Años después, continuando con la labor de formación educativa potenció la creación de Psicopedagogía y Ciencias de la Educación como primeras carreras de la Universidad Católica Boliviana San Pablo en la ciudad de Santa Cruz de la Sierra.

## Reconocimientos a su labor
En el año 1998 el gobierno nacional boliviano reconoce el trabajo realizado por Beretta y es premiada con la Condecoración Nacional de la Orden del Cóndor de los Andes.
En septiembre del 2013, el Concejo Municipal Cruceño la declara Hija Ilústre de Santa Cruz.

## Su muerte
Falleció el lunes 28 de diciembre de 2015 en Santa Cruz de la Sierra, a los 94 años de edad. Sus restos fueron sepultados la tarde del 29 de diciembre en el cementerio Las Misiones, con una misa previa de cuerpo presente realizada por el Monseñor Sáez.